# حضورنگر
حضورنگر (به انگلیسی: Huzurnagar) یک منطقهٔ مسکونی در هند است که در تلانگانا واقع شده‌است.